# Шарпантье, Туссен
Туссен фон Шарпантье (нем. Toussaint von Charpentier, 22 ноября 1779, Фрайберг — 4 марта 1847, Бжег) — немецкий горный инженер и энтомолог.

## Биография
Туссен фон Шарпантье учился в горной академии, затем в Лейпциге, занимал разные должности в горном ведомстве, в 1835 году назначен берг-гауптманом Силезии. 
Шарпантье написал несколько трудов по геогностике и весьма ценные работы по систематике чешуекрылых и прямокрылых насекомых. 
Наиболее важные из его трудов следующие: «Verzeichnis der europäischen Schmetterlinge» (Бреславль, 1818); «Die Zünsler, Wickler, Schaben u. Geistchen des systematischen Verzeichnisses der Wiener Gegend etc.» (Брауншвейг, 1821); «Horae Entomologicae (Neuroptera, Orthoptera, Coleoptera)» (Бреславль, 1825); «Libellulinae europeae» (Лейпциг, 1848, с 48 раскрашенными табл.); «Orthoptera descripta et depicta» (там же,1841-45, с 60 раскрашенными табл.); «Ueber einige fossile Insecten aus Radoboj in Croatien» («Acta Ac. Leop. Carol.», 1843). Кроме этого, Шарпантье предпринял новое издание двух известных трудов Эспера, «Die Europäischen Schmetterlinge in Abbildungen nach der Natur etc.» (Эрланген, 1829-39) и «Die ausländischen Schmetterlinge in Abbildungen nach der Natur etc.» (там же, 1830). Наконец, он издал описание путешествий с научной целью под заглавием: «Bemerkungen auf einer Reise von Breslau über Salzburg u. Tyrol, die südl. Schweiz nach Rom, Neapel u. Pästum im Jahre 1818» (2 части, Лейпциг, 1820).